# Präludium und Fuge a-Moll BWV 889 (Das Wohltemperierte Klavier, II. Teil)
Präludium und Fuge a-Moll, BWV 889, bilden ein Werkpaar im 2. Teil des Wohltemperierten Klaviers, einer Sammlung von Präludien und Fugen für Tasteninstrumente von Johann Sebastian Bach.

## Präludium
In schroffem Gegensatz zum vorausgehenden Werkpaar in lieblich auskomponiertem A-Dur stehen die beiden Stücke in a-moll. Hier erscheint das Präludium als mathematisch ausgefeilte Konstruktion in Form einer zweistimmigen Invention, in zwei Teilen von je 16 Takten. Der symmetrische Aufbau wird noch dadurch betont, dass in der ersten Hälfte des zweiten Teils (Takt 17-24) die beiden Themen in der Umkehrung erscheinen. Der gleichzeitige Stimmtausch an dieser Stelle ist allerdings schon in Takt 2 im doppelten Kontrapunkt vorgegeben. Indessen bewirken ständig auftretende Chromatik und Modulationen, die aber nur selten durch Kadenzen bestätigt oder befestigt werden, zusammen mit der Pausenlosigkeit eine unablässige Spannung auf rhythmischer, melodischer und kontrapunktischer Ebene.

## Fuge
Als expressive Antithese zur A-Dur-Fuge BWV 888, die durch das sangbare Intervall der Terz gekennzeichnet ist, bietet diese dreistimmige Fuge ein Beispiel für den Stylus phantasticus. Die Fuge erscheint als „einziger Temperamentsausbruch“, sie „kümmert sich nicht viel um Schulregeln“. Das Thema erlaubt keine genaue Angabe seiner Länge, da sein Abschluss im Verlauf der Fuge wechselt. Zum bizarren, wilden Charakter tragen die zahlreichen zerstückelnden Pausen bei, die ab Takt 18 durch den ungewöhnlich langen Anstieg des Basses über zweieinhalb Oktaven aufgefangen werden. Die 29 Takte bieten zwar rhythmische Lebhaftigkeit mit zahlreichen Folgen von Viertel-, Achtel- und 32stel-Noten, jedoch merkwürdigerweise keinerlei 16tel-Läufe. Die Melodie des Themenbeginns, mit dem Kreuzmotiv und der charakteristischen absteigenden verminderten Septime, war bei Bachs Zeitgenossen und Nachfolgern Allgemeingut. Sie begegnet zum Beispiel auch im Chorsatz „Durch seine Wunden sind wir geheilet“ von Händels Messias, im Finale des f-moll-Streichquartetts von Joseph Haydn op. 20 (Hoboken-Verzeichnis III:35), sowie im „Kyrie“ von Mozarts Requiem. Bei Bach muss der Hörer jedoch bis Takt 3 warten, um den Grundton a zu hören, und zwar in unbetonter Stellung! Die lapidare Härte des Themas schlägt sich auch in dessen Mangel an Sekundschritten nieder. Diese erscheinen jedoch reichlich in den abgerissenen 32steln und rollenden Trillern des begleitenden Kontrapunktes, der das Bild eines seelischen Unwetters vervollständigt.